# Lagoa da Prata
Lagoa da Prata es un municipio brasileño del estado de Minas Gerais. Su población estimada en 2010 era de 45 999 habitantes.
Está situado a 658 metros de altitud y presenta como clima predominante el Tropical de Altitud. La temperatura media anual es de 21,8 °C.
La ciudad está situada en una de las regiones de Minas Gerais que registra los mayores índices pluviométricos y posee dos estaciones del año bien definidas: un verano lluvioso y caliente entre los meses de octubre y marzo, y un invierno frío y seco entre mayo y septiembre. La precipitación media anual es de 1512mm.
La vegetación predominante es el Cerrado y sus variantes, sin embargo hoy solo existen pequeños remanentes de la vegetación natural original, debido al intenso desforestamiento para el cultivo de pastizales y actividades agrícolas como el cultivo de la caña de azúcar.